# Jens-Erik Madsen
Jens-Erik Madsen (Randers, 30 maart 1981) is een Deens voormalig wielrenner. Madsen behaalde samen met Casper Jørgensen, Michael Mørkøv en Alex Rasmussen een zilveren medaille op de ploegenachtervolging tijdens de Olympische Spelen van 2008 in Peking. Een jaar later won Madsen met Casper Jørgensen, Alex Rasmussen en Michael Færk Christensen de wereldtitel op de ploegenachtervolging. 

## Palmares

### Baanwielrennen
1999
- Deens kampioen ploegenachtervolging

2000
- Deens kampioen ploegenachtervolging

2004
- Deens kampioen ploegenachtervolging
- Europeeskampioenschap ploegkoers (met Michael Smith Larsen)

2006
- 1e Werelbeker Sydney ploegenachtervolging (met Michael Mørkøv, Alex Rasmussen en Casper Jørgensen)

2007
- Wereldkampioenschap ploegenachtervolging (met Michael Mørkøv, Alex Rasmussen en Casper Jørgensen)
- Deens kampioen ploegenachtervolging

2008
- Wereldkampioenschap ploegenachtervolging (met Michael Færk Christensen, Alex Rasmussen en Casper Jørgensen)
- Olympische Spelen Ploegenachtervolging (met Casper Jørgensen, Michael Mørkøv en Alex Rasmussen)

2009
- Wereldkampioenschap Ploegenachtervolging (met Casper Jørgensen, Alex Rasmussen en Michael Færk Christensen)
- Deens kampioen 1km tijdrit

2010
- Deens kampioen scratch
- 3e Zesdaagse van Grenoble (met Marc Hester)

2011
- 3e Zesdaagse van Bremen (met Marc Hester)
- 2e Zesdaagse van Kopenhagen (met Marc Hester)

### Wegwielrennen
2003
5e etappe Ronde van Berlijn
2009
Antwerpse Havenpijl
2010
Fyen Rundt